# Communes de la wilaya de Naâma
Pour les autres communes, voir Liste des communes d'Algérie.

Les communes de la Wilaya de Naâma.

Liste des communes de la Wilaya algérienne de Naâma par ordre alphabétique :
1. Naâma
2. Mecheria
3. Aïn Sefra
4. Tiout
5. Sfissifa
6. Moghrar
7. Assela
8. Djeniene Bourezg
9. Aïn Ben Khelil
10. Makman Ben Amer
11. Kasdir
12. El Biod